# Silver Spirit
Silver Spirit es un crucero de lujo operado por Silversea Cruises, una línea de cruceros de lujo de propiedad privada. El sexto buque de la flota de Silversea, entró en servicio en 2009.

## Descripción
Silver Spirit está equipado con 270 suites con vista al mar, las suites de la flota. Este también cuenta con seis restaurantes diferentes, un spa y un club de cenas con música en vivo, baile y entretenimiento estilo discoteca.
El 23 de diciembre de 2009, Silver Spirit partió en su primer viaje de Barcelona, España a Lisboa, Portugal. Después de esta navegación, emprendió su primer viaje transatlántico de Lisboa a Ft. Lauderdale, Florida. El 21 de enero de 2010, Silver Spirit se embarcó en su primer viaje transoceánico, un viaje de 91 días por América.

## Dique seco
En la primavera de 2018, Silver Spirit experimentó una renovación significativa. Como resultado de una remodelación de 2 meses, el barco se redujo a la mitad y se agregó una sección adicional. Creció de 195.8 a 210.7 metros de largo. Su tonelaje aumentó de 36.009 a 39.519 GT, y su capacidad, de 540 a 608 pasajeros.